# トライゴン
『トライゴン』 (Trigon) は、1990年にコナミより（現在はコナミアミューズメント）発売された、アーケード用縦スクロールシューティングゲームである。日本国外では『Lightning Fighters』のタイトルで稼働された。
自機「スーパー戦闘機」を操作し、異星文明を倒し人工島「トーポアイランド」を守るのを目的としている。
キャッチコピーは「人類最後の戦いが始まる。」となっている。
ゲーム誌『ゲーメスト』の企画「第4回ゲーメスト大賞」（1990年度）にて、ベストシューティング賞7位、ベストVGM賞10位を獲得した。

## 概要
1レバー+2ボタン（ショット、ボンバー）で操作する。本作のタイトルであるトライゴンは援護機の名前で、自機の名前は「スーパー戦闘機」である。なお、1P側機体と2P側機体では形状が異なり、1P側機体は胴体と主翼が一体化した双垂直尾翼の無尾翼機、2P側機体は垂直尾翼を持たないクリップドデルタ翼機となっている。
『究極タイガー』（1987年）などの東亜プラン系の作品に近いが、自機の当たり判定が非常に大きく、自機破壊の時のSEが凄まじいのと相まって、『ゲーメスト』誌上で「心臓に悪い」などと表現されたほどだった。『エアフォースデルタ』（1999年）では、これを逆手に取って機体特徴としている。
全9面・2周エンド。ステージ8→9でデモが挟まれ画面転換する以外は、ステージの継ぎ目に暗転や画面転換などは無い。

## ゲーム内容

### パワーアップ
「バルカン」と「スプレッド」のパワーアップアイテムがある。赤い編隊を倒すことで出現。バルカンはボタン押しっぱなしで連射、スプレッドは広範囲に弾を発射する。
ショットボタンを連射しながらスプレッドを取ると、スプレッドのパワーアップ状態に応じて弾数が最高36発になるまで連射することができるようになる。具体的には1段階だとボタン1回につき4発で最高9連射、2段階だと同様に6発なので最高6連射となる。この連射数アップ現象は、一度連射を止めると解除されるため、連射装置が付けられている筐体では攻略が比較的楽だった。
また、バルカンで連射しながらスプレッドを取ると、パワーアップせずに連射数アップが行えたため、ボス戦などで連射数が減った場合は道中でスプレッド→バルカン→スプレッドと武器チェンジを行えば連射数は回復できる。
なお、パワーアップすると敵の耐久力が上がったり、敵弾が速くなったり、敵の弾の発射間隔が短くなったりと難易度がアップしやすくなり、ミスすると難易度が下がる。

#### 2種類のボンバー
本作では、龍型のレーザーが敵を追尾攻撃する「ドラゴンレーザー」と、自機から巨大な青いレーザーを発射する「ライトニングソード」の二つのボンバーが使用できる。特定の地面の敵を破壊した時に出るアイテムでどちらか好きなほうを補充できる。最大6つまでストックでき、最後に取得した順でボンバーを使用する。
ドラゴンレーザーは攻撃能力に優れる一方、ボスによっては相殺される場合もある。ライトニングソードは緊急回避に長けており、要所で必要な方をパターンに組み込むことができる。

#### トライゴン
自機を援護する補助兵器（無人補助戦闘ポッド）。灰色の編隊を破壊すると出現。単独プレイ時と協力プレイ時で大きく性質が異なる。
単独プレイ時ではトライゴンは1種類のみ。自機の周囲に装備され、敵をサーチし単発弾の連射で攻撃する。
協力プレイでは4種類のトライゴンが登場する。トライゴンは1Pと2Pの間に置かれ、自機2機との位置関係によって攻撃方向が決定される。
トライゴンの種類は以下の通り。
シングルトライゴン（黄）
1Pプレイ時と同じもの。相手をホーミングして単発弾を連射する。
ツイントライゴン（赤）
それぞれ自機のいる2方向に向けて十字弾を発射する。1Pおよび2Pがどの位置でも全方向に攻撃できるが、正面に攻撃させる場合は自機同士を縦にならばせる必要がある。
ハンティングトライゴン（緑）
前方に太いレーザーを発射する。見た目が非常に派手で、デモ画面にも登場する。左に1P、右に2Pで正面に攻撃するように、逆位置になると後方を攻撃する。
ブラストトライゴン（白）
特製のナパーム弾を発射する。敵に当たらずとも一定距離で起爆する。爆風はその場に残り、攻撃判定を持つ。
1Pと2P、そしてトライゴンで三位一体の攻撃となる。このため、自機が片方でもミスするとトライゴンは剥奪される。なお、2人でプレイするとプレイヤー側の攻撃は強力になるものの、横移動時のスクロールの制御が難しくなるため、攻略は容易になるとは言い難い。

### アイテム
地面の敵を破壊すると出現する星型のボーナスアイテムは取るごとに、1,000→2,000→3,000→4,000→5,730（コナミ）とアップする。
黄色い編隊を破壊すると1upアイテムが出現。ただし、残機ゼロの状態でないと出てこない。出す可能性のある編隊は決まっているが、出し方は不明。

### 日本国外版
日本国外では『Lightning Fighters』のタイトルで稼働された。基本的には日本国内版と同様だが、タイトル以外に以下の点が異なる。
- ニューゲームで1人プレイ時に2P側が途中参加可能になった。
- ボンバー2種のうちライトニングソードがハルクビーム(Hulk Beam)という名称に変更されている。
- 1人プレイ時にシングルトライゴンが出現しない。
- 1人プレイ時にミスしてもあらかじめ設定された地点に戻される「戻り復活」（日本版でも2人プレイで一方が全滅した場合、もう一方はその場復活となる）ではなく、ハルクビームを1発持った状態でその場で復活する。

## ストーリー
2020年、異星文明が兵器複製技術を用いて地球に攻撃を仕掛けてきた。それに対抗し、人類は最後の望みをかけてプラズマ波動兵器を搭載した「スーパー戦闘機」を開発、戦線に投入した。しかしプラズマ波動兵器の工場のある人工島「トーポアイランド」が敵に知られ、攻撃の手が向けられる。はたして人類の運命は!?

## 音楽
BGM作曲はコナミ矩形波倶楽部のKEN（松原健一）が担当している。BGMは2面ごとに変化し、ボスは1面ごとに別の曲が使われている。エンディング曲の"Nostalgic"はコナミのエンディング曲を1991年当時に行われた人気投票の結果順に集めたCD『コナミ・エンディング・コレクション』で、グラディウスシリーズなどシリーズ作品が多数ある作品が上位を占める中で本作は単発作品であるにもかかわらず8位に入った。

## スタッフ
- プログラマー：辻本英之、岡崎博道、北江格
- グラフィック：角和邦昭、Y.NOGUCHI、稲福正美
- サウンド・エディター：松原健一、山根清彦
- エンジニア：いだかみつひら、まつうらひろし
- タイトル・デザイン：吉橋真弘、松田浩史

## 移植版
| No. | タイトル   | 発売日        | 対応機種                      | 開発元 | 発売元     | メディア                              | 型式 | 売上本数 | 備考 |
| --- | ---------- | ------------- | ----------------------------- | ------ | ---------- | ------------------------------------- | ---- | -------- | --- |
| 1   | トライゴン | 2020年8月20日 | PlayStation 4 Nintendo Switch | コナミ | ハムスター | ダウンロード (アーケードアーカイブス) | -    | -        | 海外版（Lightning Fighters）も収録 設定にて、画面上下サイズの拡大、自機ミス時での低音量化、自機当たり判定の縮小、連射の表裏を設定する事が可能 |

## 評価
ゲーム誌『ゲーメスト』誌上で行われていた「第4回ゲーメスト大賞」（1990年度）において、読者投票によりベストシューティング賞で7位、ベストVGM賞で10位、年間ヒットゲームで21位を獲得した。
ゲーメストムック『ザ・ベストゲーム』（1991年）内の「ビデオゲームフルリスト」の紹介文では、「ドラゴンレーザーが画面中を駆けめぐるサマは圧巻」と演出面に関して肯定的なコメントで紹介されている。